# Frankenfeld
Frankenfeld é um município da Alemanha localizado no distrito de Heidekreis, estado da Baixa Saxônia.
Pertence ao Samtgemeinde de Rethem/Aller.